# Метод схемных определителей
Метод схемных определителей — это символьный метод анализа электрических цепей, в котором для расчёта искомых токов и напряжений используется непосредственно схема замещения цепи с произвольными линейными элементами, минуя составление уравнений равновесия. Метод предназначен для получения оптимальных по сложности символьных выражений схемных функций, откликов, погрешностей преобразования и допусков элементов, а также параметров макромоделей подсхем и параметров неизвестных элементов в линейных электрических цепях.

## Формулы выделения параметров
В основе метода схемных определителей лежат формулы Фойснера для выделения параметров двухполюсных элементов, которые могут быть представлены в схемно-алгебраической форме:

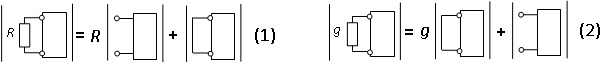

В общем случае произвольный параметр может быть выделен с помощью следующего выражения:
где χ є (R, g, K, G, H, B); Δ(χ→∞) — определитель первой производной схемы, полученной из исходной схемы в результате присвоения параметру χ значения, стремящегося к бесконечности (сопротивление удаляется, проводимость заменяется на схеме идеальным проводником (стягивается), управляемые источники заменяются на нуллоры); Δ(χ=0) — определитель второй производной схемы, которая образована в результате нейтрализации выделяемого элемента, то есть принятия χ=0 (сопротивление стягивается, проводимость удаляется, управляемые источники нейтрализуется).
В качестве определителей будем рассматривать символьные определители, то есть аналитические выражения, в которых все параметры схемы представлены символами, а не числами.
Нуллором называют схемную модель идеального усилителя Теллегена, то есть управляемый источник, параметр которого стремится к бесконечности. Нуллор является аномальным управляемым источником, поскольку ток и напряжение норатора (управляемой ветви нуллора) не определены, а ток и напряжение нуллатора (управляющей ветви нуллора) равны нулю.
При замещении управляемого источника его управляемая и управляющая ветвь заменяются на норатор и нуллатор соответственно. При нейтрализации управляемая ветвь напряжения и ветвь управляющего тока стягиваются, а управляемая ветвь тока и ветвь управляющего напряжения удаляются.
Идеальный проводник и разомкнутая ветвь являются частными случаями включения нуллора. Идеальный проводник эквивалентен однонаправленному параллельному соединению норатора и нуллатора, а разомкнутая ветвь — их встречному последовательному соединению. При изменении направления норатора или нуллатора знак определителя схемы, содержащей эти элементы, изменяется на противоположный.
Если конденсаторы задать в операторном виде ёмкостными проводимостями рС, а индуктивности — индуктивными сопротивлениями pL, то результатом разложения символьного определителя схемы по формулам (1)-(3) становится выражение, не содержащее дробей, что делает его простым и удобным в рассмотрении.
Схемные элементы по формуле (3) выделяются рекурсивно до тех пор, пока не будет получена простейшая схема, определитель которой выводится из закона Ома (например, разомкнутые сопротивление или проводимость (рис. 1,а и б), замкнутые на себя сопротивление или проводимость (рис. 1,в и г), два несоединенных узла (рис. 1,д), одиночный узел (рис. 1,е), контур с нуллором (рис. 1,ж), разомкнутая ветвь с норатором и нуллатором (рис. 1,з), контур с УИ (рис. 1,и-м)).

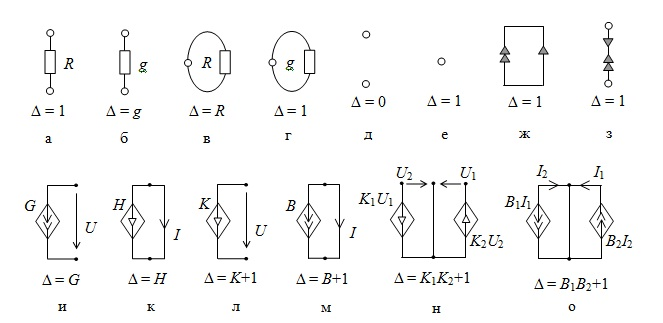

К описанному базису простейших схем целесообразно также добавить схемы на рис. 1,н и рис. 1,о, состоящие из двух контуров с ИНУН или ИТУТ соответственно, так как нейтрализация одного из УИ приводит к получению схемы-узла. Аналогичным свойством обладают обобщения этих схем, которые состоят из m контуров с УИ (m>2) и имеют определители Δ=K1 • K2 • … • Km+1 и Δ=B1 • B2 • … • Bm+1 соответственно.

## Вырождение схем
В системном определителе (матрице) схемы возможно появление строк, которые состоят из элементов, равных нулю. Соответствующая этому определителю схема называется вырожденной. Таким образом, определитель вырожденной схемы тождественно равен нулю. С физической точки зрения принимается, что вырожденной является схема, в которой развиваются бесконечно большие токи и напряжения или значения токов и напряжений оказываются неопределёнными. Так, внутренние сопротивления управляемой ветви напряжения и ветви управляющего тока равны нулю, поэтому в контуре, содержащем только управляемые ветви напряжения и ветви управляющих токов, создаётся бесконечно большой ток. С другой стороны, внутренние проводимости управляемой ветви тока и ветви управляющего напряжения равны нулю, поэтому на элементах сечения, образованного только управляемыми ветвями тока и ветвями управляющих напряжений, появляются бесконечно большие значения напряжений.
Метод схемных определителей предоставляет возможность устанавливать вырожденность схемы непосредственно по её структуре и составу элементов во избежание излишних выкладок. Ниже приведены условия вырождения схемы и нейтрализации элементов при замыкании и размыкании ветвей (табл. 1) и в контурах и сечениях (табл. 2).
| Элемент схемы                 | Петля         | Разомкнутая ветвь |
| ----------------------------- | ------------- | ----------------- |
| Сопротивление                 | Выделение     | Нейтрализация     |
| Проводимость                  | Нейтрализация | Выделение         |
| Управляемая ветвь напряжения  | Вырождение    | Нейтрализация     |
| Ветвь управляющего тока       | Вырождение    | Нейтрализация     |
| Управляемая ветвь тока        | Нейтрализация | Вырождение        |
| Ветвь управляющего напряжения | Нейтрализация | Вырождение        |
| Норатор                       | Вырождение    | Вырождение        |
| Нуллатор                      | Вырождение    | Вырождение        |

| Элемент схемы                 | Инцидентность элемента                       | Инцидентность элемента                   | Инцидентность элемента                 | Инцидентность элемента                         |
| Элемент схемы                 | контуру                                      | контуру                                  | сечению                                | сечению                                        |
| Элемент схемы                 | из управляемой ветви напряжения или норатора | из ветви управляющего тока или нуллатора | из управляемой ветви тока или норатора | из ветви управляющего напряжения или нуллатора |
| Сопротивление                 | −                                            | −                                        | Стягивание                             | Стягивание                                     |
| Проводимость                  | Удаление                                     | Удаление                                 | −                                      | −                                              |
| Управляемая ветвь напряжения  | Вырождение                                   | −                                        | Стягивание                             | −                                              |
| Ветвь управляющего тока       | −                                            | Вырождение                               | −                                      | Стягивание                                     |
| Управляемая ветвь тока        | Удаление                                     | −                                        | Вырождение                             | −                                              |
| Ветвь управляющего напряжения | −                                            | Удаление                                 | −                                      | Вырождение                                     |
| Норатор                       | −                                            | Вырождение                               | −                                      | Вырождение                                     |
| Нуллатор                      | Вырождение                                   | −                                        | Вырождение                             | −                                              |

## Схемно-алгебраические формулы
Любая схемная функция электрической цепи может рассматриваться как отношение N/D. Числитель N здесь является определителем схемы, в которой независимый источник и ветвь искомого отклика замещаются нуллором, а знаменатель D — определителем схемы с нейтрализованными входом и выходом.
На рис. 2 эти правила проиллюстрированы схемно-алгебраическими формулами для шести известных схемных функций: коэффициента передачи по напряжению (рис. 2,а), передаточного сопротивления (рис. 2,б), передаточной проводимости (рис. 2,в), коэффициента передачи по току (рис. 2,г), входных проводимости (рис. 2,д) и сопротивления (рис. 2,е) соответственно.

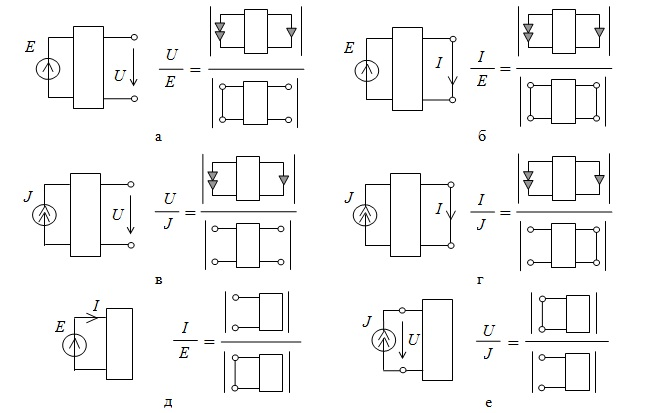

При наличии в цепи нескольких независимых источников для применения аппарата схемных определителей следует использовать метод наложения.

## Правило смены знаков в схемах с НУИ

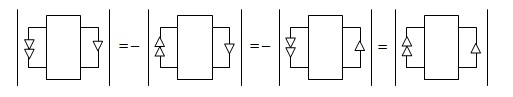

В схемах, содержащих более одного направленного нуллора, они должны быть пронумерованы таким образом, чтобы нораторы и нуллаторы, относящиеся к одному нуллору, имели одинаковые номера:

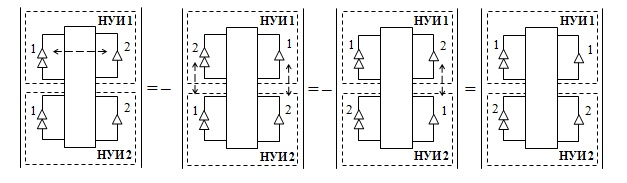

При формулировке данного правила ориентация нораторов и нуллаторов не меняется (то есть они направлены вверх).

## Приложения метода схемных определителей
Метод схемных определителей используется для решения различных задач теории цепей:
- символьного анализа линейных[5][6][11][12] и нелинейных схем[13];
- диакоптики[14][15];
- диагностики[15];
- структурного синтеза[3][16][17][18];
- допускового анализа[10][19];
- аналитического решения линейных алгебраических уравнений[20].